# فرودگاه اکوا ایبوم
فرودگاه اکوا ایبوم (به انگلیسی: Akwa Ibom Airport) یک فرودگاه همگانی با کد یاتا QUO است که یک باند فرود آسفالت دارد و طول باند آن ۳۶۰۰ متر است. این فرودگاه در کشور نیجریه قرار دارد.

## شرکت‌های هواپیمایی و مقصدهای پروازی
| شرکت‌های هواپیمایی | مقصدهای پروازی                              |
| ----------------- | ------------------------------------------- |
| Gazpromavia       | ونوکووا                                     |
| RusLine           | کولتسوو                                     |
| یوتی‌ایر اوییشن    | نیاگان، سووتسکی تیومنسکایا، رسچینو، کولتسوو |
| یامال ایرلاینز    | دوموده‌دوو                                   |